# Giannīs Kanakīs
Giannīs Kanakīs (in greco: Γιάννης Κανάκης; Kavala, 27 agosto 1927 – 24 marzo 2016) è stato un calciatore greco, di ruolo attaccante.

## Carriera
Ha giocato nella prima divisione greca con l'AEK Atene dal 1949 al 1960.

## Palmarès

### Club

#### Competizioni nazionali
- Coppa di Grecia: 2

AEK Atene: 1949-1950, 1955-1956

#### Competizioni regionali
- Campionato ateniese: 1

AEK Atene: 1949-1950